# Eurhadina interrupta
Eurhadina interrupta är en insektsart som beskrevs av Irena Dworakowska 2002. Eurhadina interrupta ingår i släktet Eurhadina och familjen dvärgstritar. Inga underarter finns listade i Catalogue of Life.